# 波羅斯湖 (孔多波日斯基區)
62°29′30″N 34°9′55″E / 62.49167°N 34.16528°E
波羅斯湖（俄语：Поросозеро），是俄羅斯的湖泊，位於該國西北部，由卡累利阿共和國負責管轄，長3.6公里、寬2公里，面積3.1平方公里，海拔高度71米，集水區面積39.9平方公里，平均水深5.2米，最大水深8.3米。